# Juan Fernández de Heredia (commediografo)
Juan Fernández de Heredia (Valencia, 1480 – Valencia, 1549) è stato un poeta e commediografo spagnolo.

## Biografia
Diversamente dal suo omonimo, cronista e poligrafo aragonese del XIV secolo, Juan Fernández de Heredia è il più giovane poeta tra i valenzani che compaiono nel Cancionero General di Hernando del Castillo (1511); deve aver conosciuto il virtuosismo poetico di Fernández de Heredia per la loro comune presenza nei circoli letterari valenciani nei primi decenni del XVI secolo.
Appartenente alla nobiltà valenzana, scrisse una quantità copiosa di poesie cantautorali caratterizzate da alcune tendenze delle ultime generazioni di poeti cantautori saldando le forme tradizionali della poesia quattrocentesca con la nuova poesia alla maniera italiana: ricerca costante dell'acutezza, innovazione retorica, una varietà di metri e registri (poesia d'amore, poesia devozionale, circostanziale, ecc.), il tutto in uno stile aulico e ricercato, che cerca motivi di satira nella cronaca cortigiana.
In seguito fu al servizio di Germana de Foix, che sposò Ferdinando d'Aragona, duca di Calabria nel 1526; la duchessa continuò a premiare con il suo mecenatismo Fernández de Heredia, che divenne uno dei principali artisti, organizzatore di feste e animatore letterario della splendida corte vicereale che i duchi di Calabria installarono nella Valencia rinascimentale negli anni 1520 e 1530.
Juan Fernández de Heredia compose parte della sua poesia circostanziale e amorosa come cortigiano e responsabile degli spettacoli di palazzo. È anche autore di lettere, di versi in valenciano e spagnolo e soprattutto di opere drammatiche caratterizzate dalla sua scrittura trilingue in lingua portoghese, lingua spagnola e valenzano: il Coloquio de las damas, che fu eseguito davanti all'arcivescovo di Valencia nel 1525, caratterizzato da piccoli tondi in cui si alternano le lingue valenciane e spagnole e in cui è costante lo scherzo lascivo; il Diálogo de una dama y un galán, in cui una dama che aspetta il marito alla finestra è sfidata da un valoroso che lei licenzia;il Coloquio entre amo y mozo; inoltre da ricordare sono le glosse ai canti natalizi, No lloréis, mis ojos tristes; Suspiraba una señora; Enemiga le soy, madre, tra le altre.
Alcuni suoi testi compaiono ne Il cortigiano (El cortesano, 1561) di Luis de Milán, opera antologica compilata alcuni anni prima della sua pubblicazione, che riflette lo spirito galante e raffinato della corte valenciana, affine alle corti letterarie fiorite nelle principali città.
La longevità di Juan Fernández de Heredia gli permise di assistere all'arrivo della moda della poesia italianista di Garcilaso de la Vega e Juan Boscán, con i quali intrattenne rapporti letterari e biografici (sua nipote era Ana Girón, moglie di Boscán). Venne a coltivare i metri italiani con un discreto successo. Dopo la sua morte nel 1549, un suo amico, Pérez de Lóriz, pubblicò Le opere di Don Ioan Fernández de Heredia (Las obras de don Ioan Fernández de Heredia), oltre a quelle temporali e spirituali (Valencia, 1562).Lo stesso fece suo figlio Don Lorenzo Fernández de Heredia.
Le sue opere costituiscono una delle più importanti e significative espressioni del teatro spagnolo precedente a Lope de Vega e, secondo molti critici letterari e teatrali, va posta alle origini della scuola drammatica valenzana.

## Opere
- Coloquio de las damas (1525);
- Diálogo de una dama y un galán;
- Coloquio entre amo y mozo;
- No lloréis, mis ojos tristes;
- Suspiraba una señora;
- Enemiga le soy, madre;
- Las obras de don Ioan Fernández de Heredia (1549).